# Saint-Sébastien-de-Morsent

Saint-Sébastien-de-Morsent este o comună în departamentul Eure, Franța. În 1 ianuarie 2022 avea o populație de 5.508 de locuitori.